# Larnax

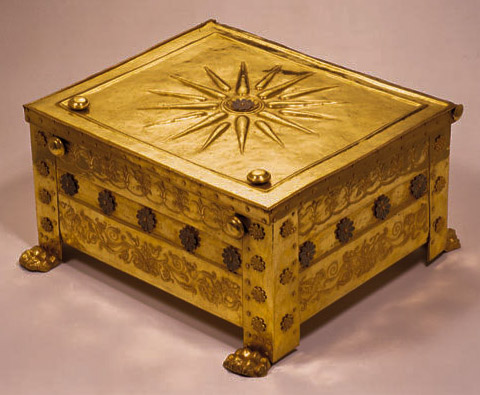
Larnax tillhörande Filip III av Makedonien, från 317 f.Kr. och funnen 1977.

Larnax, plural larnakes (grekiska: λαρναξ), är en speciell typ av små begravningsskrin. De kan i viss mån jämföras med en modern begravningsurna.
De användes framför allt under den grekiska antiken, de äldsta exemplen går så långt tillbaka som till minoisk tid 2000 f.Kr.
De tillverkades i en mängd olika material, främst lera. Många av dem dekorerades på samma vackra sätt som vaser och krukor. Det finns bara några få funna exemplar tillverkade i metall. 
Världens mest kända larnax är ett exemplar från 300-talet f.Kr., tillverkad i guld, som hittades 1977 i det som då förmodades vara kung Filip II av Makedoniens grav i Vergina, norra Grekland. Datering av fyndet säger dock att kvarlevorna är från 317 f.Kr, och därmed för unga för att vara Filip II. Noggrannare studier har nu visat att skrinet innehåller de kremerade kvarlevorna efter Filip III av Makedonien, yngre halvbror till Alexander den Store.